# Ditto (NewJeansの曲)
Ditto（ディット）は韓国の5人組女性アイドルグループである「NewJeans」による1stシングル『OMG』のプレリリースシングル。2022年12月19日にYG PLUSを通じてADORから配信された。

## 概要
「Ditto」は韓国の5人組女性アイドルグループ「NewJeans」によるプレリリースシングルである。NewJeansがBunnies（ファンクラブ）と共に迎える初めての冬のために特別に準備されたウィンター・ソング。
楽曲制作にはThe Black Skirtsやメンバーのミンジが参加し、ボルチモア・クラブダンス・ミュージックジャンルをNewJeansなりに再解釈した楽曲構成になっている。またミュージック・ビデオは数々の映画祭や広告祭にて主要賞を受賞してきたイルカ誘拐団（Dolphiners Films）が制作を担当した。
楽曲はMelonやgenieといった韓国の主要音楽サービスの週間チャートで1位を獲得する好成績を残している。また韓国だけでなく日本や海外のチャートでも上位圏にランクインするといった好成績を残している。韓国のサークルデジタルチャートでは史上最長となる13週連続1位、Melon週間チャートでも史上最長となる14週連続1位を記録した。
公開後は海外でも注目を浴び、中国最大のSNS「微博」のWeibo総合リアルタイム検索ワードランキングでは2位を記録した。同ランキングでKPOPアイドルが最上位圏を記録することは異例なことである。
楽曲は2023年の「MAMA AWARDS」および「Melon Music Awards」でソング・オブ・ザ・イヤーを受賞した。

## プロモーション
2022年12月12日、予告ポスターが公開された。ポスターには歌詞や先行リリース日などが表記されている。
12月14日、予告映像が公開。「NewJeans 6」と題された映像には5人のメンバーともう1人の人物が廊下を走るシーンが盛り込まれている。
12月19日、ミュージック・ビデオと音源を公開。

## 収録曲
| #         | タイトル  | 作詞                                                           | 作曲              | 編曲      | 時間  |
| --------- | --------- | -------------------------------------------------------------- | ----------------- | --------- | ----- |
| 1.        | 「Ditto」 | Ylva Dimberg、チョ・ヒュイル (The Black Skirts)、OOHYO、ミンジ | 250、Ylva Dimberg | 250       | 03:05 |
| 合計時間: | 合計時間: | 合計時間:                                                      | 合計時間:         | 合計時間: | 3:05  |

## 音楽性
本楽曲は250、Ylva Dimberg、OOHYO、The Black Skirts、NewJeansのメンバーであるミンジが制作に参加している。切なさと胸の高鳴りが様々な音楽要素に溶け込んだボルチモア・クラブダンス・ミュージックジャンルをNewJeansなりに再解釈した楽曲構成になっている。冒頭部分のハミングはヘインが担当している。
音楽批評家は、楽曲のシンプルでミニマルな構成を、現代のK-POPを定義する過剰主義の精神に対する新鮮なオルタナティブであると賞賛した。

## ミュージック・ビデオ
ミュージック・ビデオは「side A」と「side B」の2編で構成され、主に映画と広告の製作を手掛ける映像制作会社「DOLPHIN FILM（イルカ誘拐団）」が監督として参加している。DOLPHINE FILMはこれまでカンヌ国際広告祭やニューヨークフェスティバル、大韓民国広告大賞などといった国内外の映画祭や広告祭にて主要賞を受賞した経歴がある2007年設立の映画・広告制作スタジオで、ミュージック・ビデオを手掛けるのは本作が初めてである。
side Aとside Bではそれぞれ観ることのできる場面が異なり、NewJeansとBunnies（ファンダム名）が繰り広げる意外性のあるストーリーが込められている。またAとBに共通して女優のパク・ジフと俳優のチェ・ヒョヌクがカメオ出演している。
side Aはパク・ジフが演じる撮影者である少女（バン・ヒス）が自分の部屋のビデオデッキにて再生した学生時代に友達であるNewJeansの5人をそばで撮影した映像を背景に、男子校生役であるチェ・ヒョヌクに思いを寄せる姿や少女がクラスに馴染めていない姿などが描かれている。side Bではside AのNewJeansによるギプスの寄せ書きがなくなっている最後のシーンに関連付けて、5人が曖昧な存在として描かれている。
ミュージック・ビデオはYouTubeにて公開されてから韓国の人気急上昇動画ランキングで1位（side A）と2位（side B）を記録し、イギリスでは2位、アメリカと日本では4位、フランスでは7位などと様々な国家で上位圏を記録した。

## 受容
午後6時に音源が公開され、午後7時に韓国の主要音楽サイトであるMelonとgenieとBugs!のリアルタイムチャートにてそれぞれ4位、3位、1位を記録し、午後8時には3つ全てのリアルタイムチャートに加えて、MelonのTOP 100チャートでも1位を獲得した。またこれら3つの主要音楽サイトの週間チャートでも1位を獲得した本楽曲は、5週間連続で2023年1月現在も首位を維持し続けている。
12月20日午後3時基準でのQQ音楽の「急上昇チャート」「新曲チャート」「MVチャート」などを含む全5つの部門で1位を獲得、また午後7時基準でのタイ、フィリピンを含む世界7ヶ国のiTunesトップソングチャートでも1位を獲得した。またSpotifyでのストリーミング数は12月21日付で1147万885回を記録し、グローバルデイリートップソングチャートでは22位を記録した。
Spotify KOREAのデイリートップソングチャートでは1位を獲得し、ストリーミング数は17万9043回とSpotify KOREAにて最も多く1日でストリーミングされた楽曲となった。またアメリカのSpotifyでは82位を記録した。
本楽曲は日本でもチャートにて好成績を残しており、Apple Musicのトップソングにて14位、LINE MUSIC ではソング TOP 100 デイリーチャートにて9位、リアルタイムチャートにて8位、AWAではリアルタイム急上昇楽曲TOP100にて1位、Spotify JAPANのデイリー急上昇チャートにて2位、デイリーチャートにて自己記録初の9位を獲得した。
12月28日に発表された12月31日付のビルボードチャートではグローバル（アメリカ除外）にて17位、グローバル200にて36位、ワールドデジタルソングセールスにて5位を記録し、1月9日発表の1月14日付ではグローバル（アメリカ除外）とグローバル200でそれぞれ10位圏内かつ自己最高記録である4位と8位を記録した。
1月17日に発表された1月21日付のビルボードメインシングルチャートであるHOT 100では96位を記録した。デビューから6ヶ月でHOT 100に初ランクインし、KPOPアーティスト史上最短記録を更新した。
1月22日、Spotifyでのストリーミング数が1億回を突破した。「Attention」と「Hype Boy」に続く通算3曲目である。
Apple Musicの年間トップソング100にてグローバルで19位、韓国国内では1位を記録した。
2023年のBillboard Japan Hot 100年間チャートでは26位にランクインした。
東京のラジオ局J-WAVEの音楽番組『TOKIO HOT 100』では、2023年の年間チャートで1位を獲得した。

## 受賞
- 2023 MAMA AWARDS - ソング・オブ・ザ・イヤー[16]
- 2023 Asia Artist Awards - ソング・オブ・ザ・イヤー[42]
- 2023 Melon Music Awards - ソング・オブ・ザ・イヤー[17]
- 第38回ゴールデンディスク賞 - 大賞（デジタル音源部門）[43]
- 第65回日本レコード大賞 - 優秀作品賞[44]